# Архангельське (Красногорський район)
Арха́нгельське (рос. Архангельское) — село в Красногорському районі Удмуртії, Росія.

## Населення
Населення — 355 осіб (2010; 457 в 2002).
Національний склад станом на 2002 рік:
- удмурти — 60 %
- росіяни — 39 %